# Менжен, Шарль Огюст
Шарль Огю́ст Менже́н (фр. Charles Auguste Mengin; 5 июля 1853 года, Париж — 3 апреля 1933 года, там же) — французский художник и скульптор.

## Биография

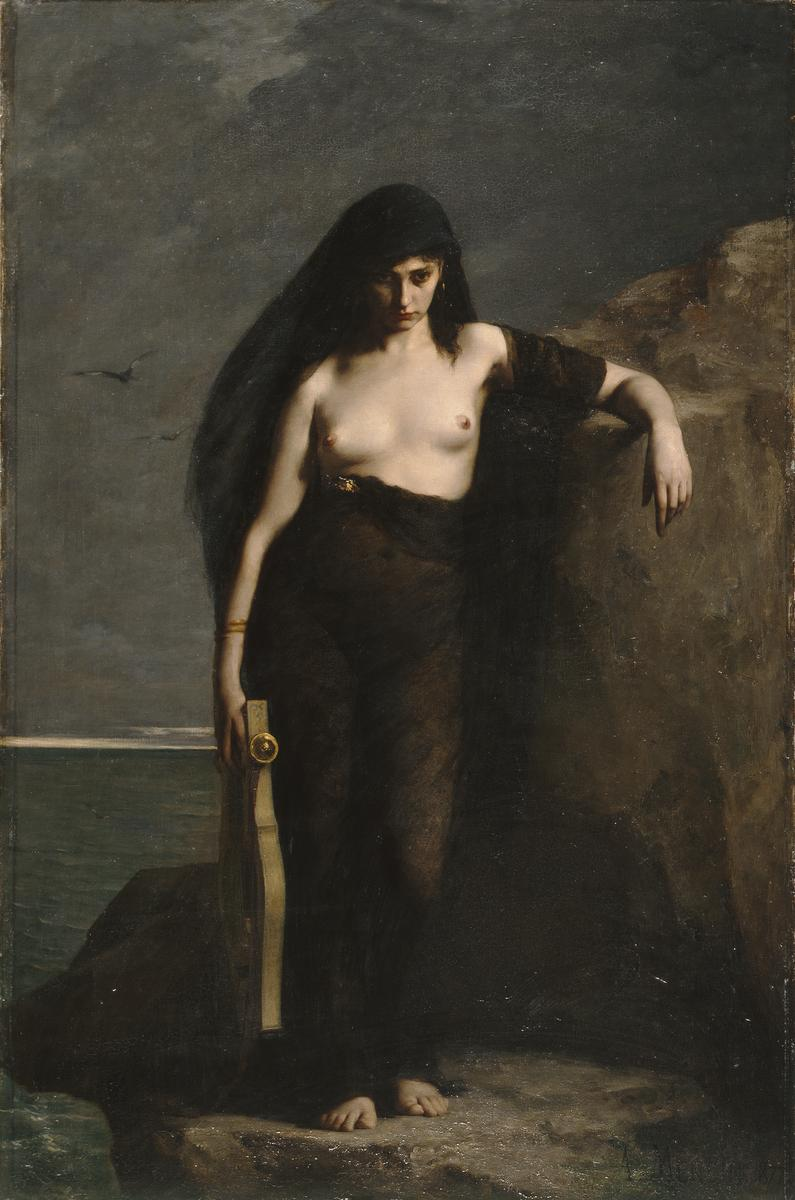
Сапфо. 1877. Манчестерская художественная галерея

Ученик Геккера, Поля Бодри, Александра Кабанеля и Эме Милле в Парижской высшей школе изящных искусств. Дебютировал на парижском Салоне в 1876 году вместе со своим братом-близнецом Полем Эженом Менженом. Продолжал выставляться по 1927 год. Умер в Париже.

## Творчество
- «Портрет Клода Бернара», 1870
- «Сафо», 1877